# Centrum Dokumentacyjno-Wystawiennicze Niemców w Polsce
Centrum Dokumentacyjno-Wystawiennicze Niemców w Polsce – instytucja kultury województwa opolskiego, mająca na celu przybliżenie historii i współczesności Niemców w Polsce poprzez muzealną prezentację i dokumentację działalności mniejszości niemieckiej. Ponadto Centrum pełni funkcję muzeum, ośrodka historyczno-kulturalnego, miejsca edukacji pozaszkolnej oraz miejsca spotkań.

## Historia
Podstawę utworzenia Centrum Dokumentacyjno-Wystawienniczego Niemców w Polsce stanowi zapis Wspólnego Oświadczenia Polsko-Niemieckiego Okrągłego Stołu z 2011 roku, mówiący o wsparciu w zakresie muzealnej prezentacji historii mniejszości niemieckiej w Polsce. Zamiar powołania do życia Centrum Dokumentacyjno-Wystawienniczego Niemców w Polsce jako instytucji kultury województwa opolskiego znalazł się w podpisanej w 2018 roku umowie koalicyjnej między Koalicją Obywatelską, Mniejszością Niemiecką i Polskim Stronnictwem Ludowym w województwie opolskim.
Na ten cel zaadaptowany został budynek przy ulicy Szpitalnej 11 w Opolu, zakupiony w 2019 roku ze środków Związku Niemieckich Stowarzyszeń Społeczno-Kulturalnych w Polsce. Remont i przebudowę budynku w kolejnym roku sfinansowało niemieckie Ministerstwo Spraw Wewnętrznych, Budownictwa i Ojczyzny na mocy uchwały Komisji budżetowej o dodatkowych środkach na wsparcie kultury zgodnie z Federalną Ustawą o Wypędzonych i Uchodźcach. Wówczas to rozpoczęły się właściwe prace nad uruchomieniem Centrum w Opolu.
List intencyjny w sprawie utworzenia instytucji podpisany został 23 czerwca 2020 roku pomiędzy Województwem Opolskim reprezentowanym przez Andrzeja Bułę, Marszałka Województwa Opolskiego i Zbigniewa Kubalańcę, Wicemarszałka Województwa Opolskiego oraz Związkiem Niemieckich Stowarzyszeń Społeczno-Kulturalnych w Polsce reprezentowanym przez ówczesnych przewodniczącego Bernarda Gaidę i Rafała Bartka, wiceprzewodniczącego Zarządu Związku:
Dostrzegając potencjał i korzyści płynące z promowania, zachowania i rozwoju wielokulturowości oraz wspierania działań pro mniejszościowych Sygnatariusze niniejszego Listu oświadczają, że podejmują się współpracy na rzecz utworzenia i prowadzenia w Opolu Centrum Dokumentacyjno-Wystawienniczego Niemców w Polsce.
W wyniku uchwały o zmianie statutu Wojewódzkiej Biblioteki Publicznej im. E. Smołki w Opolu, podjętej przez Sejmik Województwa Opolskiego 22 grudnia 2020 Centrum stało się jednym z oddziałów Biblioteki.
13 maja 2021 roku Tadeusz Chrobak, reprezentujący Wojewódzką Bibliotekę Publiczną im. Emanuela Smołki w Opolu oraz Bernard Gaida i Rafał Bartek, reprezentujący Związek Niemieckich Stowarzyszeń Społeczno-Kulturalnych w Polsce podpisali w obecności Andrzeja Buły, Marszałka Województwa Opolskiego porozumienie o wspólnym uruchomieniu i prowadzeniu w Opolu Centrum Dokumentacyjno-Wystawienniczego Niemców w Polsce. Tym samym spełnione zostały założenia zadeklarowane w liście intencyjnym, podpisanym rok wcześniej pomiędzy Województwem Opolskim a Związkiem Niemieckich Stowarzyszeń Społeczno-Kulturalnych w Polsce, jak również założenia zawarte w Uchwale Sejmiku Województwa Opolskiego, rozszerzającej zadania Wojewódzkiej Biblioteki Publicznej o pełnienie funkcji ośrodka informacji, Centrum Dokumentacyjno-Wystawienniczego Niemców w Polsce.
11 września 2022 roku w obecności Andrzeja Buły, Marszałka Województwa Opolskiego, Rafała Bartka, Przewodniczącego Związku Niemieckich Stowarzyszeń Społeczno-Kulturalnych w Polsce, Natalie Pawlik, Pełnomocnika rządu federalnego ds. wysiedleńców i mniejszości narodowych, dr Thomasa Baggera, Ambasadora RFN w Polsce Centrum Dokumentacyjno-Wystawiennicze Niemców w Polsce zostało uroczyście otwarte. Dostępne dla zwiedzających jest od listopada 2022 roku.

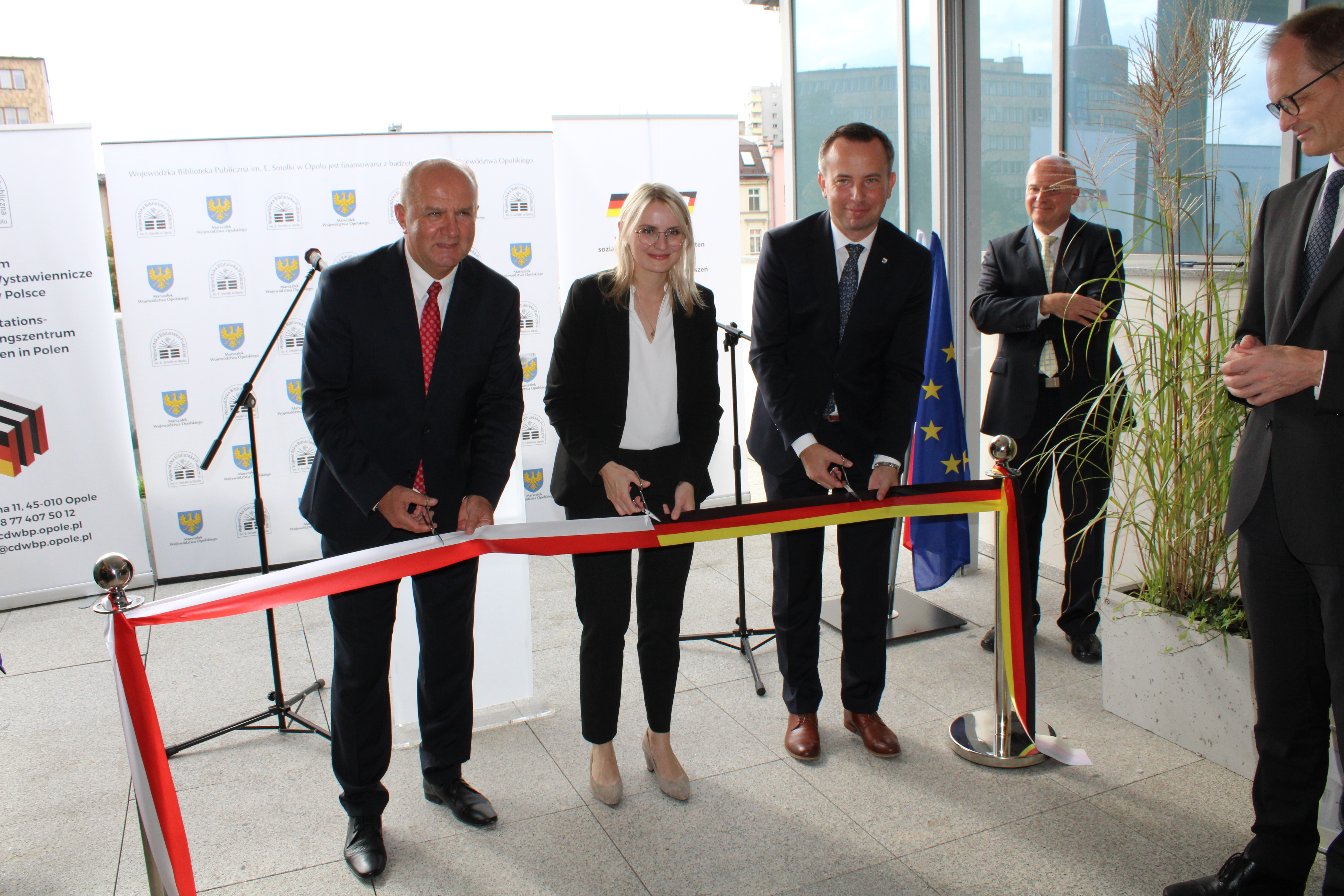
Uroczyste otwarcie Centrum Dokumentacyjno-Wystawienniczego Niemców w Polsce, 11.09.2022

## Zadania
Centrum Dokumentacyjno-Wystawiennicze Niemców w Polsce ma na celu wsparcie muzealnej prezentacji i archiwizacji dokumentów dotyczących mniejszości niemieckiej w Polsce. Ponadto Centrum Dokumentacyjno-Wystawiennicze pełni funkcję muzeum, ośrodka historyczno-kulturalnego, miejsca edukacji pozaszkolnej oraz miejsca spotkań.

## Dokumentacja i zbiory
Pomieszczenia budynku przy ul. Szpitalnej 11 w Opolu umożliwiają zarówno prezentację ekspozycji stałej i wystaw czasowych oraz organizację spotkań, seminariów i warsztatów. Centrum dokumentuje bieżącą działalność mniejszości niemieckiej poprzez gromadzenie prasy mniejszościowej, artykułów na temat mniejszości niemieckiej, akt, dokumentów, zdjęć oraz prowadzenie ewidencji zasobów dostępnych w innych instytucjach.

## Wystawa
Nowoczesna koncepcja wystawy oferuje zwiedzającym pełną wrażeń podróż w czasie przez historię i teraźniejszość Niemców w Polsce. Ekspozycja stanowi połączenie scenografii i multimediów z autentycznymi elementami uzupełnionymi replikami i reprodukcjami. Ożywiona scenografia, nagrania audio i video oraz projekcje, wprowadzają zwiedzających w historyczne kulisy, oddziałując na wszystkie zmysły, umożliwiając w ten sposób spotkanie z historią i codziennością niemieckiej społeczności w Polsce. Wystawa, przystosowana do potrzeb osób z ograniczeniami ruchu, przygotowana jest w wersji dwujęzycznej – polskiej i niemieckiej. Wystawa stała składa się z 6 bloków historycznych:
1. Od średniowiecza do 1918 roku
2. W okresie międzywojennym
3. II wojna światowa
4. Pod znakiem końca wojny
5. Od 1945 do lat przełomu
6. Niemcy w Polsce dziś

Oprócz wystawy stałej w Centrum organizowane są wystawy czasowe, poruszające tematy związane z historią, osobistościami, sztuką i literaturą mniejszości społecznych i etnicznych w Polsce i Europie.

## Edukacja i kultura
W oparciu o wystawę stałą i wystawy czasowe opracowywana jest oferta edukacyjna i kulturalna, skierowana dla przedszkoli, szkół, studentów i rodzin.

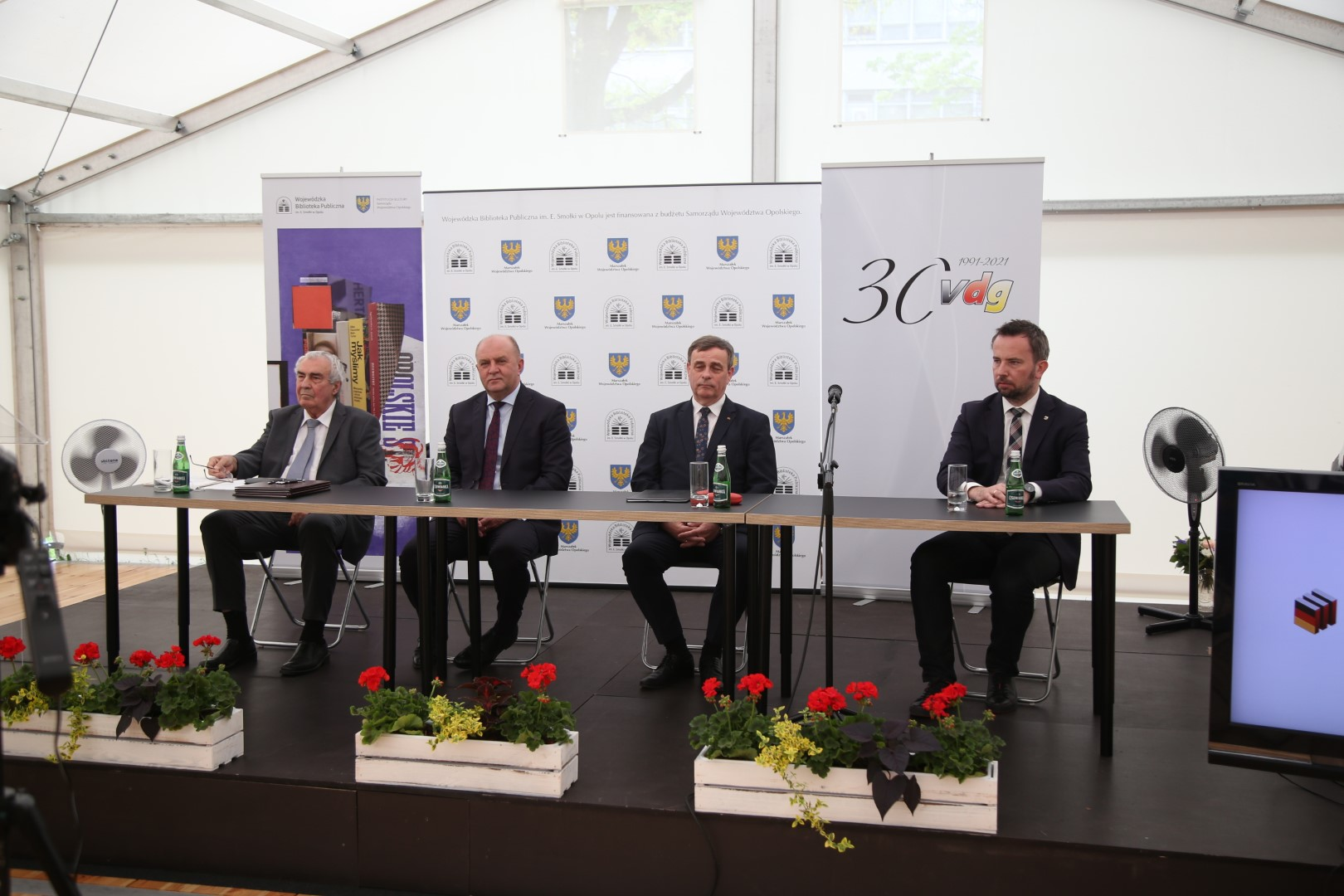
Porozumienie o uruchomieniu Centrum, 13.05.2021
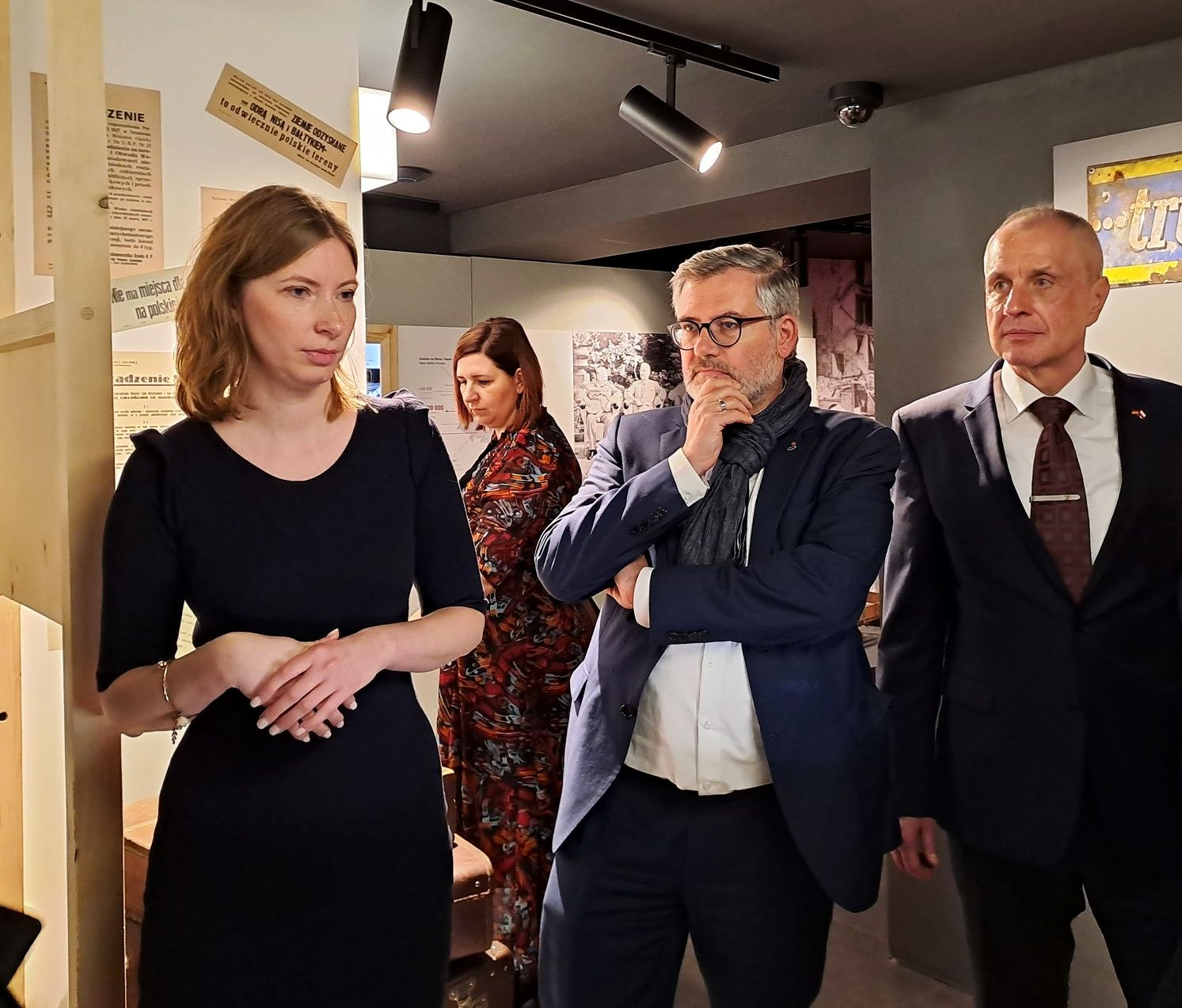
Prezentacja wystawy stałej
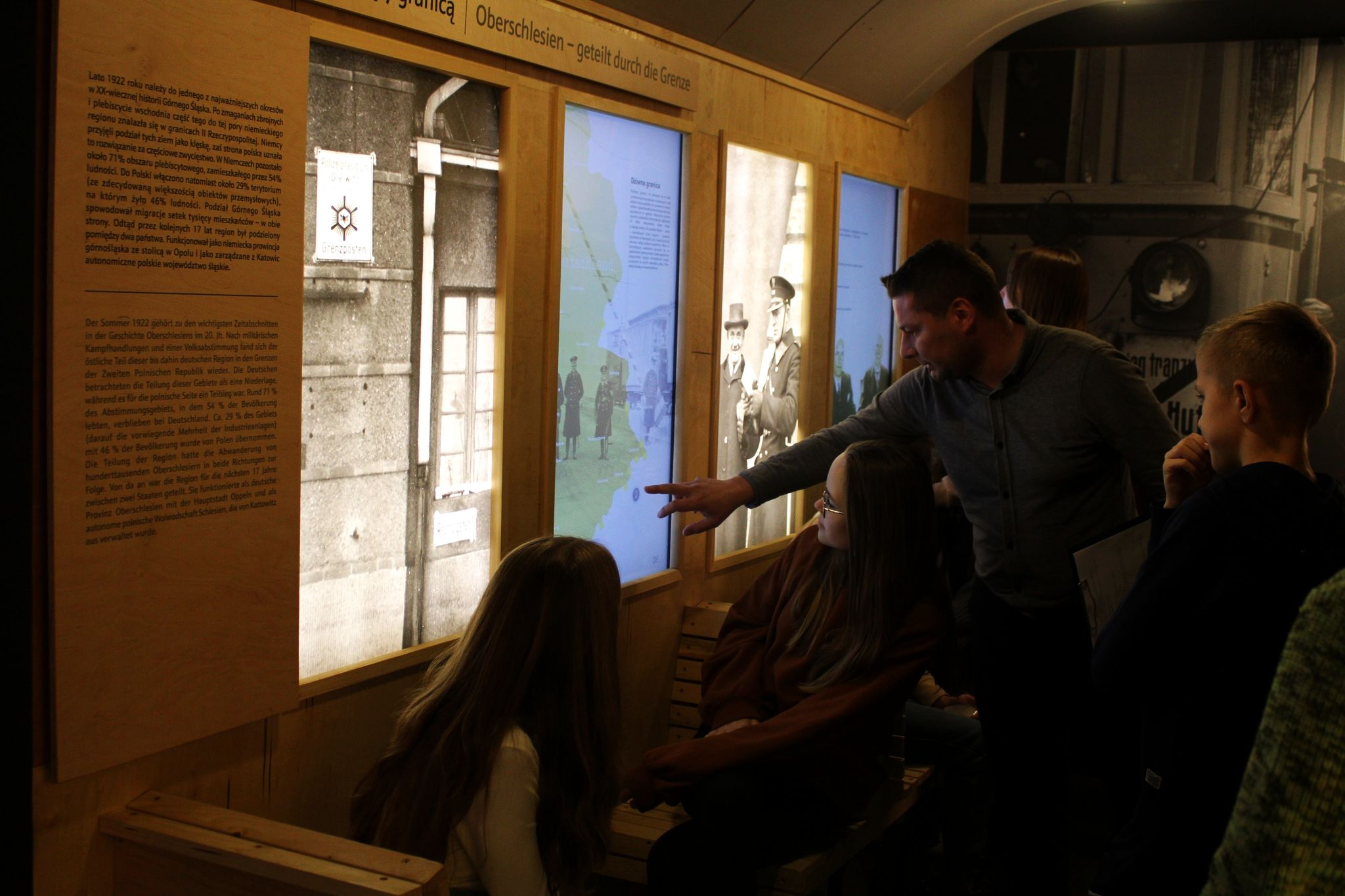
Zwiedzanie wystawy stałej
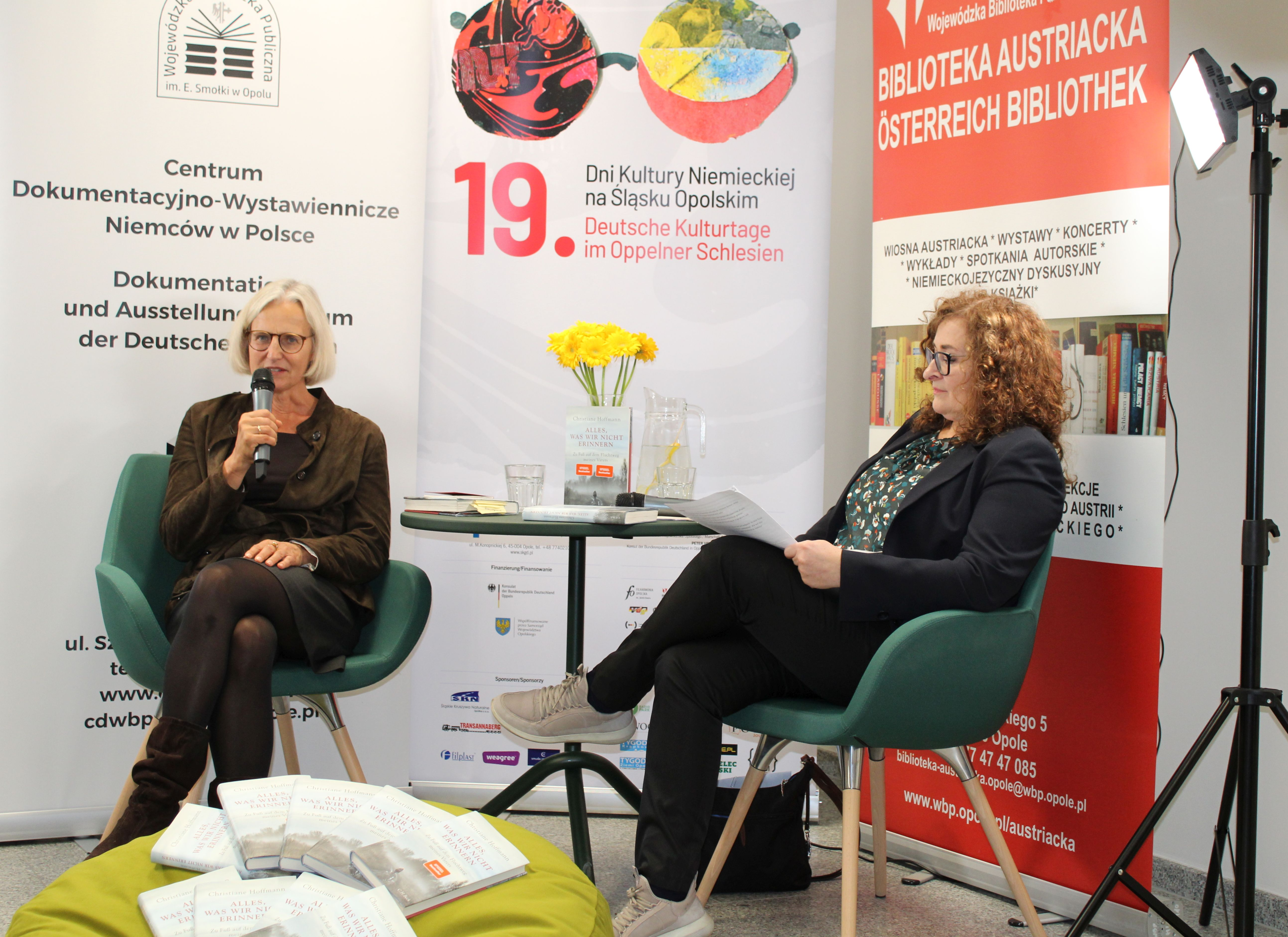
Spotkanie autorskie z Christiane Hoffmann, 2.10.2022
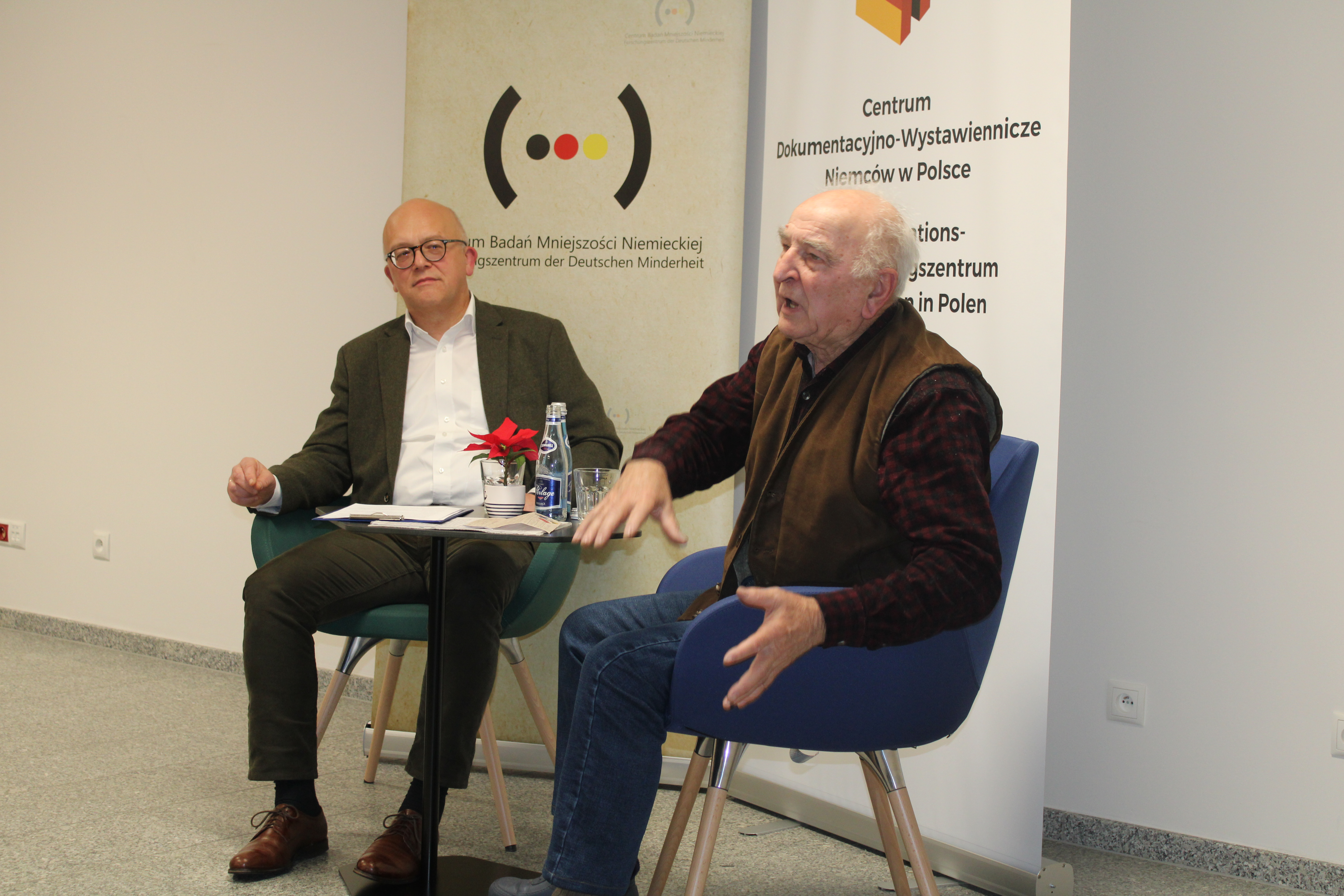
Spotkanie z Richardem Urbanem, 7.12.2022